# Abadia de Fécamp

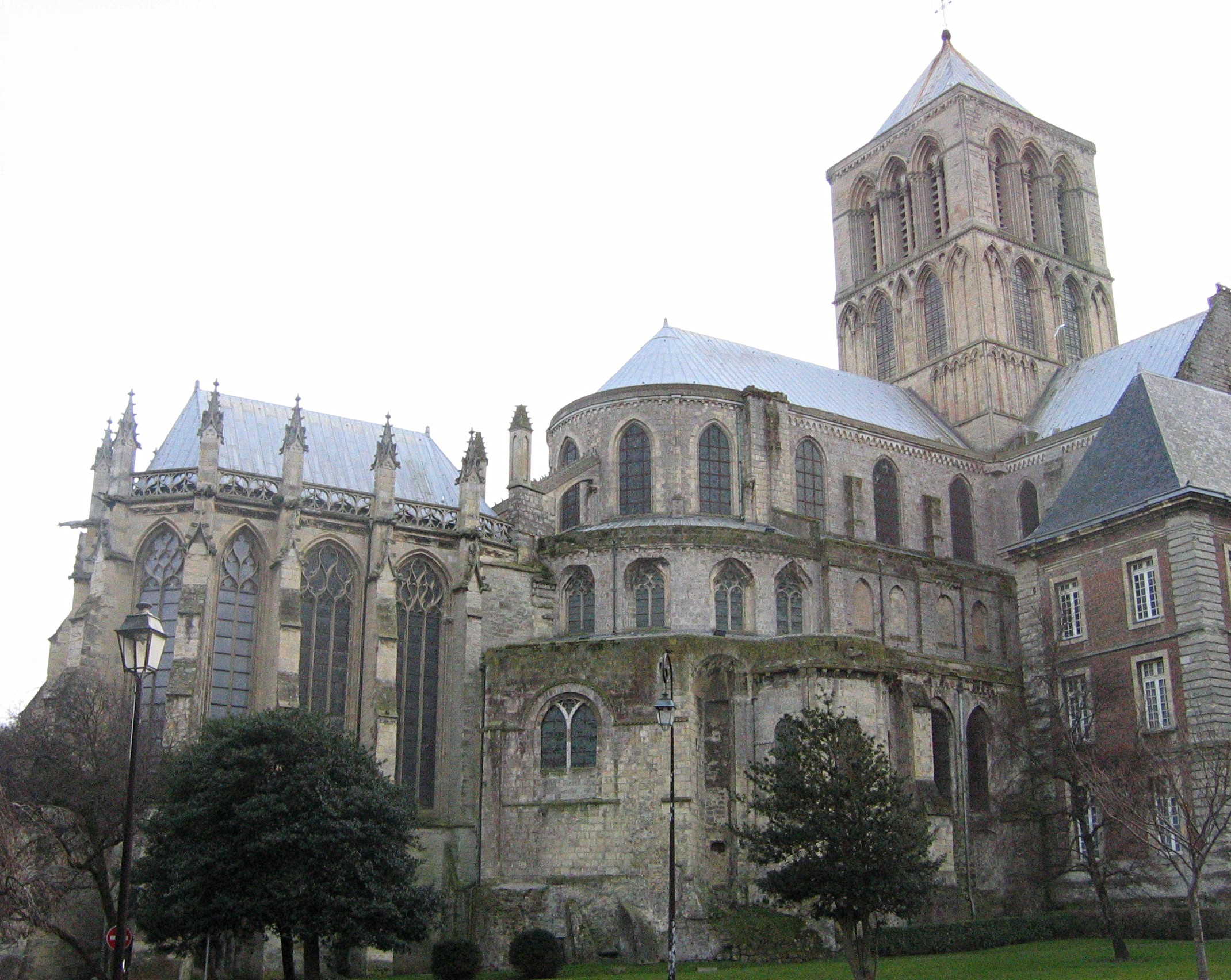
Igreja da Abadia de Fécamp.

Abadia de Fécamp (em francês: Abbaye de la Trinité de Fécamp) é uma abadia beneditina em Fécamp, Sena Marítimo, Alta Normandia, na França.
A abadia foi o primeiro produtor de Bénédictine, um licor de ervas, com base em conhaque.

## Primeira criação
Foi fundada em 658 por Waningus, um conde merovíngio, por freiras. Outro convento fundado por ele em 660, perto do local da Relíquia Preciosa, foi destruído pelos viquingues em 842. Em torno do Palácio Ducal, as fundações de duas capelas foram encontradas.

## Segunda criação
Depois de mais ataques viquingues, Ricardo I da Normandia reconstruiu a igreja. Foi Ricardo II que convidou Guilherme de Volpiano (Guglielmo da Volpiano) em 1001 para reavivar a vida da abadia, sob as regras beneditinas. Estes dois governantes normandos, que foram originalmente enterrados fora, foram posteriormente enterrados em 1162 por Henrique II de Inglaterra dentro do transepto sul da igreja da abadia gótica. Guillaume de Volpiano esta enterrado em uma das capelas do norte.

## Meados do século XI
A abadia de Fécamp foi fundamental para a conquista normanda da Inglaterra. Eduardo, o Confessor concedeu a catedral da igreja real em Steyning à abadia, em gratidão aos seus protetores normandos durante o seu exílio. Com suas grandes terras senhoriais ricas e porto próspero, este subsídio era para entrar em vigor após a morte de Aelfwine, Bispo de Winchester, que era encarregado de Steyning. O bispo morreu em 1047 e a jurisdição eclesiástica, em seguida, passou diretamente para o Papa Clemente II. Da mesma forma, a própria abadia de Fécamp responderia a nenhum bispo normando, apenas ao Papa. O presente foi mais tarde confirmado por Guilherme, o Conquistador.

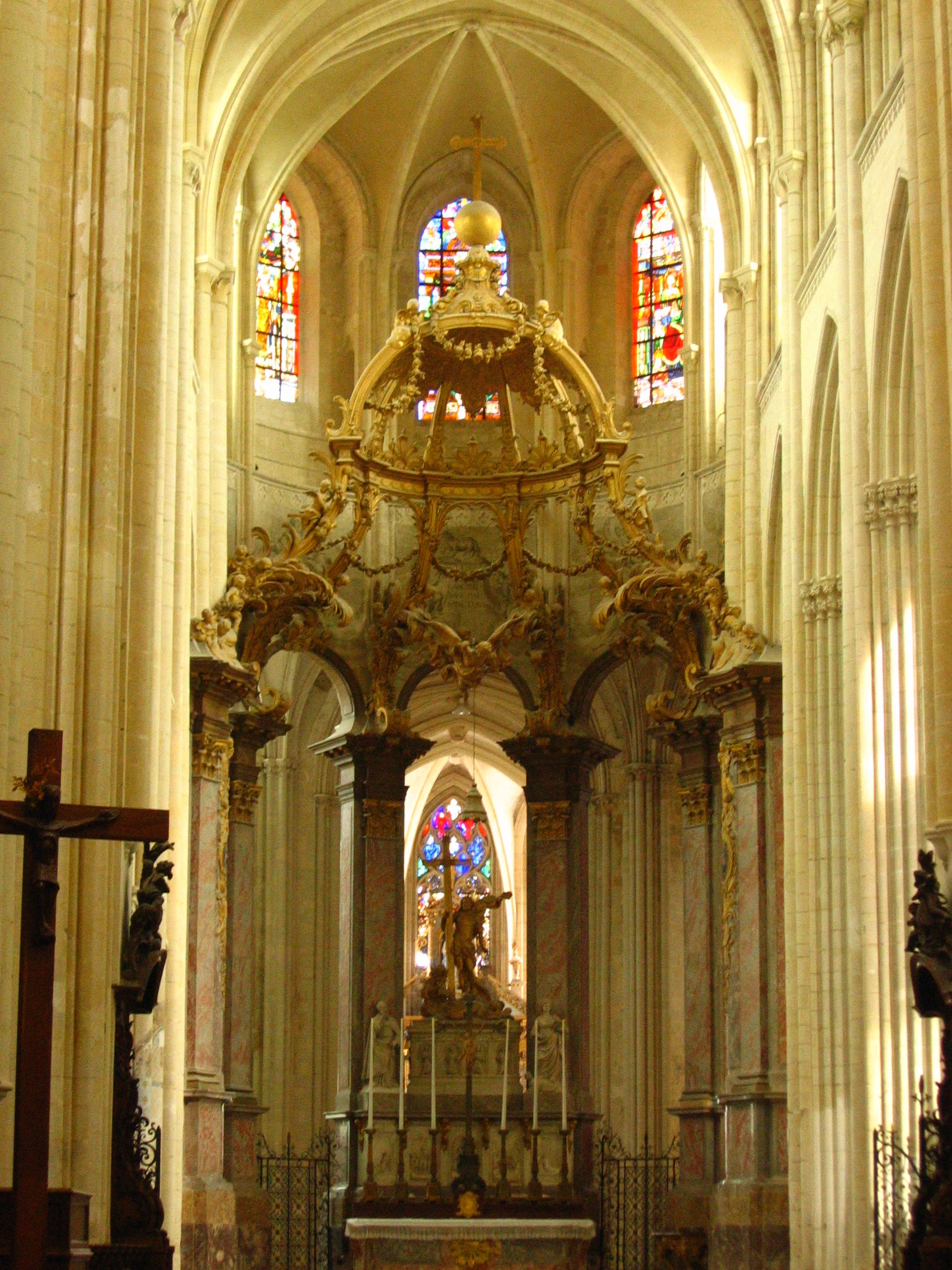
O presbitério da igreja da Abadia de Fécamp.

Um porto próximo com a terra em torno de Rye, Winchelsea e Hastings já tinha sido dado à mesma abadia pelo rei Canuto, para honrar uma promessa feita pelo primeiro marido de sua esposa Ema da Normandia, o Rei Etelredo. Os monges mal tiveram tempo para se estabelecer em quando em 1052 Goduíno, Conde de Wessex os expulsou de Steyning e a tomou para si. Seu filho Haroldo decidiu mantê-la em sua adesão, em vez de restaurá-la para eles. Isso fazia sentido comercial e estratégico (Haroldo não queria um ponto de apoio normando em uma potencial porta de invasão), mas Guilherme respondeu jurando em um punhal antes de ir à Inglaterra para recuperá-la para os monges.
Isso lhe valeu um navio da abadia e, após a sua vitória em Hastings, cumpriu sua promessa e devolveu Steyning para a abadia, com quem permaneceu até o século XV.
A carta absolveu os beneficiários de todo o serviço terrestre e sujeição à barões, príncipes e outros, e deu-lhes todas as liberdades, costume, e justiça reais sobre todas as questões emergentes em sua terra; e ameaçou qualquer um que tentasse infringir essas liberdades com uma multa monetária de 100 libras em ouro.
Mudaram os restos mortais do santo local, Cuthman de Steyning, à abadia mãe em Fécamp. A abadia também proporcionou Guilherme com Remigius de Fécamp, o primeiro Bispo de Lincoln.

## Arquitetura
A igreja da abadia da Trindade foi construída entre 1175 e 1220 usando a pedra de cor de creme de Caen. Sob os Plantagenetas, o scriptorium em Fécamp produziu inúmeros manuscritos iluminados.